# Puto simmondsiae
Puto simmondsiae är en insektsart som beskrevs av Mckenzie 1961. Puto simmondsiae ingår i släktet Puto och familjen ullsköldlöss. Inga underarter finns listade i Catalogue of Life.